# Josh Hart
Joshua Aaron Hart, né le 6 mars 1995 à Silver Spring au Maryland, est un joueur américain de basket-ball. Il évolue aux postes d'arrière et ailier.

## Biographie

### Carrière universitaire
Entre 2013 et 2017, il joue pour les Wildcats de Villanova.

### Carrière professionnelle

#### Lakers de Los Angeles (2017-2019)
Le 22 juin 2017, il est sélectionné à la 30e position de la draft 2017 de la NBA par le Jazz de l'Utah. Le soir-même, ses droits de draft avec ceux de Thomas Bryant sont échangés aux Lakers de Los Angeles en échange de Tony Bradley.
Entre le 14 novembre et le 19 novembre 2017, il joue pour les Lakers de South Bay en G-League.

#### Pelicans de La Nouvelle-Orléans (2019-2022)
Le 6 juillet 2019, les Lakers envoient Hart, Brandon Ingram, Lonzo Ball et trois premiers tours de draft aux Pelicans de La Nouvelle-Orléans contre Anthony Davis.
À l'intersaison 2021, Josh Hart re-signe avec les Pelicans pour un contrat de 38 millions de dollars sur trois ans.

#### Trail Blazers de Portland (2022-2023)
En février 2022, Josh Hart, Nickeil Alexander-Walker, Tomáš Satoranský, Didi Louzada, un premier, et deux seconds tour de draft sont envoyés vers les Trail Blazers de Portland contre C.J. McCollum, Tony Snell et Larry Nance Jr..

#### Knicks de New York (depuis 2023)
La veille de la fermeture du marché des transferts, Josh Hart est transféré vers les Knicks de New York contre Cam Reddish, Ryan Arcidiacono, Sviatoslav Mykhaïliouk et un futur premier tour de draft protégé.

## Palmarès
- Sixième homme de l'année 2015 de la Big East Conference
- Champion NCAA 2016
- Julius Erving Award 2017
- Joueur de l'année 2017 de la Big East Conference
- Senior CLASS Award 2017 (basket-ball masculin)

## Statistiques

### Universitaires
Les statistiques de Josh Hart en matchs universitaires sont les suivantes :
| Saison    | Équipe    | Matchs | Titul. | Min./m | % Tir | % 3pts | % LF | Rbds/m. | Pass/m. | Int/m. | Ctr/m. | Pts/m. |
| --------- | --------- | ------ | ------ | ------ | ----- | ------ | ---- | ------- | ------- | ------ | ------ | ------ |
| 2013-2014 | Villanova | 34     | 0      | 21,4   | 50,0  | 31,3   | 67,7 | 4,44    | 0,88    | 0,56   | 0,26   | 7,79   |
| 2014-2015 | Villanova | 36     | 2      | 25,5   | 51,5  | 46,4   | 67,0 | 4,47    | 1,47    | 1,11   | 0,39   | 10,14  |
| 2015-2016 | Villanova | 40     | 38     | 31,4   | 51,3  | 35,7   | 75,2 | 6,75    | 1,93    | 1,15   | 0,25   | 15,45  |
| 2016-2017 | Villanova | 36     | 35     | 33,1   | 51,0  | 40,4   | 74,7 | 6,39    | 2,94    | 1,56   | 0,28   | 18,69  |
| Carrière  | Carrière  | 146    | 75     | 28,0   | 51,1  | 38,9   | 72,0 | 5,56    | 1,82    | 1,10   | 0,29   | 13,16  |

### Professionnelles

#### Saison régulière
Légende :
| Leader de la ligue |

gras = ses meilleures performances
Les statistiques en NBA de Josh Hart sont les suivantes :
| Saison    | Équipe              | Matchs | Titul. | Min./m | % Tir | % 3pts | % LF | Rbds/m. | Pass/m. | Int/m. | Ctr/m. | Pts/m. |
| --------- | ------------------- | ------ | ------ | ------ | ----- | ------ | ---- | ------- | ------- | ------ | ------ | ------ |
| 2017-2018 | L.A. Lakers         | 63     | 23     | 23,2   | 46,9  | 39,6   | 70,2 | 4,17    | 1,27    | 0,75   | 0,25   | 7,87   |
| 2018-2019 | L.A. Lakers         | 67     | 22     | 25,6   | 40,7  | 33,6   | 68,8 | 3,70    | 1,39    | 0,96   | 0,60   | 7,84   |
| 2019-2020 | La Nouvelle-Orléans | 65     | 16     | 27,0   | 42,3  | 34,2   | 73,9 | 6,54    | 1,66    | 0,97   | 0,35   | 10,09  |
| 2020-2021 | La Nouvelle-Orléans | 47     | 4      | 28,7   | 43,9  | 32,6   | 77,5 | 8,02    | 2,32    | 0,81   | 0,26   | 9,23   |
| 2021-2022 | La Nouvelle-Orléans | 41     | 40     | 33,5   | 50,5  | 32,3   | 75,3 | 7,80    | 4,10    | 1,10   | 0,30   | 13,40  |
| 2021-2022 | Portland            | 13     | 13     | 32,1   | 50,3  | 37,3   | 77,2 | 5,40    | 4,30    | 1,20   | 0,20   | 19,90  |
| 2022-2023 | Portland            | 51     | 51     | 33,4   | 50,4  | 30,4   | 73,1 | 8,20    | 3,90    | 1,10   | 0,20   | 9,50   |
| 2022-2023 | New York            | 25     | 1      | 30,0   | 58,6  | 51,9   | 78,9 | 7,00    | 3,60    | 1,40   | 0,50   | 10,20  |
| 2023-2024 | New York            | 81     | 42     | 33,4   | 43,4  | 31,0   | 79,1 | 8,30    | 4,10    | 0,90   | 0,30   | 9,40   |
| 2024-2025 | New York            | 77     | 77     | 37,6   | 52,5  | 33,3   | 77,6 | 9,60    | 5,90    | 1,50   | 0,40   | 13,60  |
| Carrière  | Carrière            | 530    | 289    | 30,4   | 47,1  | 34,2   | 75,3 | 7,00    | 3,20    | 1,00   | 0,30   | 10,30  |

#### Playoffs
| Saison | Équipe   | Matchs | Titul. | Min./m | % Tir | % 3pts | % LF | Rbds/m. | Pass/m. | Int/m. | Ctr/m. | Pts/m. |
| ------ | -------- | ------ | ------ | ------ | ----- | ------ | ---- | ------- | ------- | ------ | ------ | ------ |
| 2023   | New York | 11     | 5      | 32,1   | 47,9  | 31,3   | 63,6 | 7,40    | 2,20    | 0,80   | 0,30   | 10,40  |
| 2024   | New York | 13     | 13     | 42,1   | 44,0  | 37,3   | 72,9 | 11,50   | 4,50    | 1,00   | 0,80   | 14,50  |
| Total  | Total    | 19     | 13     | 38,3   | 47,5  | 38,4   | 67,7 | 9,60    | 3,50    | 0,90   | 0,60   | 13,60  |

Mise à jour le 21 avril 2025

## Records sur une rencontre en NBA[7],[8]
| Type de statistique        | Saison régulière | Saison régulière          | Saison régulière | Playoffs | Playoffs                | Playoffs      |
| Type de statistique        | Record           | Adversaire                | Date             | Record   | Adversaire              | Date          |
| -------------------------- | ---------------- | ------------------------- | ---------------- | -------- | ----------------------- | ------------- |
| Points                     | 44               | Wizards de Washington     | 12 mars 2022     | 24       | Pacers de l'Indiana     | 6 mai 2024    |
| Paniers marqués            | 15               | Wizards de Washington     | 12 mars 2022     | 9        | Pacers de l’Indiana     | 6 mai 2024    |
| Paniers tentés             | 22               | Mavericks de Dallas       | 8 février 2024   | 17       | 76ers de Philadelphie   | 30 avril 2024 |
| Paniers à 3 points réussis | 7                | @ Clippers de Los Angeles | 11 avril 2018    | 4        | 76ers de Philadelphie   | 20 avril 2024 |
| Paniers à 3 points tentés  | 12               | @ Rockets de Houston      | 26 octobre 2019  | 8        | 76ers de Philadelphie   | 20 avril 2024 |
| Lancers francs réussis     | 9                | Pacers de l'Indiana       | 24 janvier 2022  | 8        | 76ers de Philadelphie   | 20 avril 2024 |
| Lancers francs tentés      | 9                | 3 fois                    | 3 fois           | 10       | 76ers de Philadelphie   | 20 avril 2024 |
| Rebonds offensifs          | 8                | @ Kings de Sacramento     | 9 mars 2023      | 6        | @ 76ers de Philadelphie | 2 mai 2024    |
| Rebonds défensifs          | 18               | 2 fois                    | 2 fois           | 18       | @ Pacers de l’Indiana   | 10 mai 2024   |
| Rebonds totaux             | 20               | @ Clippers de Los Angeles | 7 mars 2025      | 18       | @ Pacers de l’Indiana   | 10 mai 2024   |
| Passes décisives           | 12               | 2 fois                    | 2 fois           | 11       | Celtics de Boston       | 16 mai 2025   |
| Interceptions              | 5                | 2 fois                    | 2 fois           | 3        | Pacers de l’Indiana     | 6 mai 2024    |
| Contres                    | 3                | 3 fois                    | 3 fois           | 3        | @ 76ers de Philadelphie | 28 avril 2024 |
| Balles perdues             | 6                | 3 fois                    | 3 fois           | 4        | Cavaliers de Cleveland  | 21 avril 2023 |
| Minutes jouées             | 47               | Warriors de Golden State  | 29 février 2024  | 53       | 76ers de Philadelphie   | 30 avril 2024 |

- Double-double : 134 (dont 16 en playoffs)
- Triple-double : 16 (dont 1 en playoffs)

Dernière mise à jour : 29 mai 2025

## Salaires
Les gains de Josh Hart en NBA sont les suivants :
| Saison      | Équipe                          | Salaire      |
| ----------- | ------------------------------- | ------------ |
| 2017-2018   | Lakers de Los Angeles           | 1 394 520 $  |
| 2018-2019   | Lakers de Los Angeles           | 1 655 160 $  |
| 2019-2020   | Pelicans de La Nouvelle-Orléans | 1 934 160 $  |
| 2020-2021   | Pelicans de La Nouvelle-Orléans | 3 491 159 $  |
| 2021-2022   | Trail Blazers de Portland       | 12 000 000 $ |
| 2022-2023   | Knicks de New York              | 12 960 000 $ |
| 2023-2024   | Knicks de New York              | 12 960 000 $ |
| Total Gains | Total Gains                     | 46 394 999 $ |
| 2024-2025   | Knicks de New York              | 18 144 000 $ |
| 2025-2026   | Knicks de New York              | 19 472 240 $ |
| 2026-2027   | Knicks de New York              | 20 923 760 $ |
| 2027-2028   | Knicks de New York              | 22 375 280 $ |

## Style de jeu
Josh Hart est un ailier au style de jeu atypique. Il ne se distingue pas particulièrement par son adresse extérieure, mais plutôt par ses qualités au rebond et ce malgré sa taille (1m93). Polyvalent offensivement et solide en défense, Josh Hart apparaît, auprès des différents coachs qu’il a côtoyés, comme un homme à tout faire. Cette polyvalence et cette fiabilité sont conjuguées à un esprit quasi-irréprochable sur le terrain. 
Hart est aussi réputé pour son endurance. Lors des Playoffs NBA 2024, il était le joueur des Knicks le plus utilisé par Tom Thibodeau (il a joué en moyenne 46,4 minutes par match lors du premier tour face aux 76ers de Philadelphie sur 48 possibles hors prolongations). 